# Kostel Všech svatých (Sedlec)
Kostel Všech svatých byl původně součástí cisterciáckého kláštera v Sedlci u Kutné Hory. Areál hřbitova s kostelem ve stylu vrcholné gotiky z doby kolem roku 1400, upraveným architektem J. B. Santinim ve formách barokní gotiky na počátku 18. století, je zapsán na seznamu kulturních památek České republiky. V podzemní části se nachází kostnice (ossuarium), která je přístupná veřejnosti.

## Historie
S budováním hřbitovní kaple Všech svatých se začalo na počátku 14. století. Dvouvěžová hřbitovní kaple s kostnicí měla dvě podlaží. Nahoře se nacházela kaple a ve spodním patře kostnice. V roce 1421 byla stavba zasažena ničivým požárem založeným husity. Po zrušení hřbitova na konci 15. století byly exhumované kosti uloženy vně i uvnitř podzemní kaple, kde je poloslepý sedlecký mnich v roce 1511 seskládal do velkých pyramid.
Kaple byly znovu obnoveny mezi lety 1703–1710 v souvislosti s celkovou obnovou kláštera podle koncepce opata Snopka a architekta Jana Blažeje Santiniho - Aichela. Autorem sochařské výzdoby z této doby je Matěj Václav Jäckel, který vytvořil sochu Panny Marie Immaculaty na štítu kostela a samostatně stojící sochu Jana Nepomuckého před kostnicí. 
Významným mezníkem v historii kaple se stal letopočet 1784. V tomto roce Josef II. zrušil kromě jiných také sedlecký klášter a klášterní majetek odkoupili Schwarzenbergové z Orlíka. Ti nechali kostnici upravit do nynější podoby. Autorem světově unikátní výzdoby z lidských kostí se stal řezbář František Rint z České Skalice. Smyslem kosterní výzdoby je Memento mori – pamatuj na smrt. Jedná se o křesťanskou výzvu k pamatování na poslední věci člověka. Kostnice je místem naděje, že mrtví budou vzkříšeni k věčnému životu.
V průběhu let se objekt v důsledku statické poruchy vychýlil od svislé osy o téměř 0,5 metru. Dalším problémem byla extrémní vlhkost dolní kaple, v jejímž důsledku trpěla nejen kosterní výzdoba, ale i zdivo, omítky a štuková výzdoba. V roce 2014 byla zahájena etapová rekonstrukce památky včetně přístavby obchodně provozních prostor a zázemí pro zaměstnance.

## Santiniho přestavby
Santiniho úpravy zde nebyly tak velké jako v klášteře. Stavbu bylo nutné staticky zajistit, proto Santini vestavěl štít mezi věže západního průčelí a přístavbou západní předsíně. Věže jsou rozdělené vodorovnými římsami a vrchol je zakončen arkádami s lucernou. Vertikalitu kostela Santini zdůraznil odstupňovaným opěrným gotickým systémem a umístěním vertikálních okenních otvorů. Okna jsou zakončena lomeným obloukem a jejich výplň je tvořena trojicí jeptišek s kružbou. Některé otvory jsou zazděné. Na detailu kružeb si můžeme všimnout trojlístků. Na štítu je vidět opět odstupňovaný opěrný systém s oknem zakončeným lomným obloukem. 

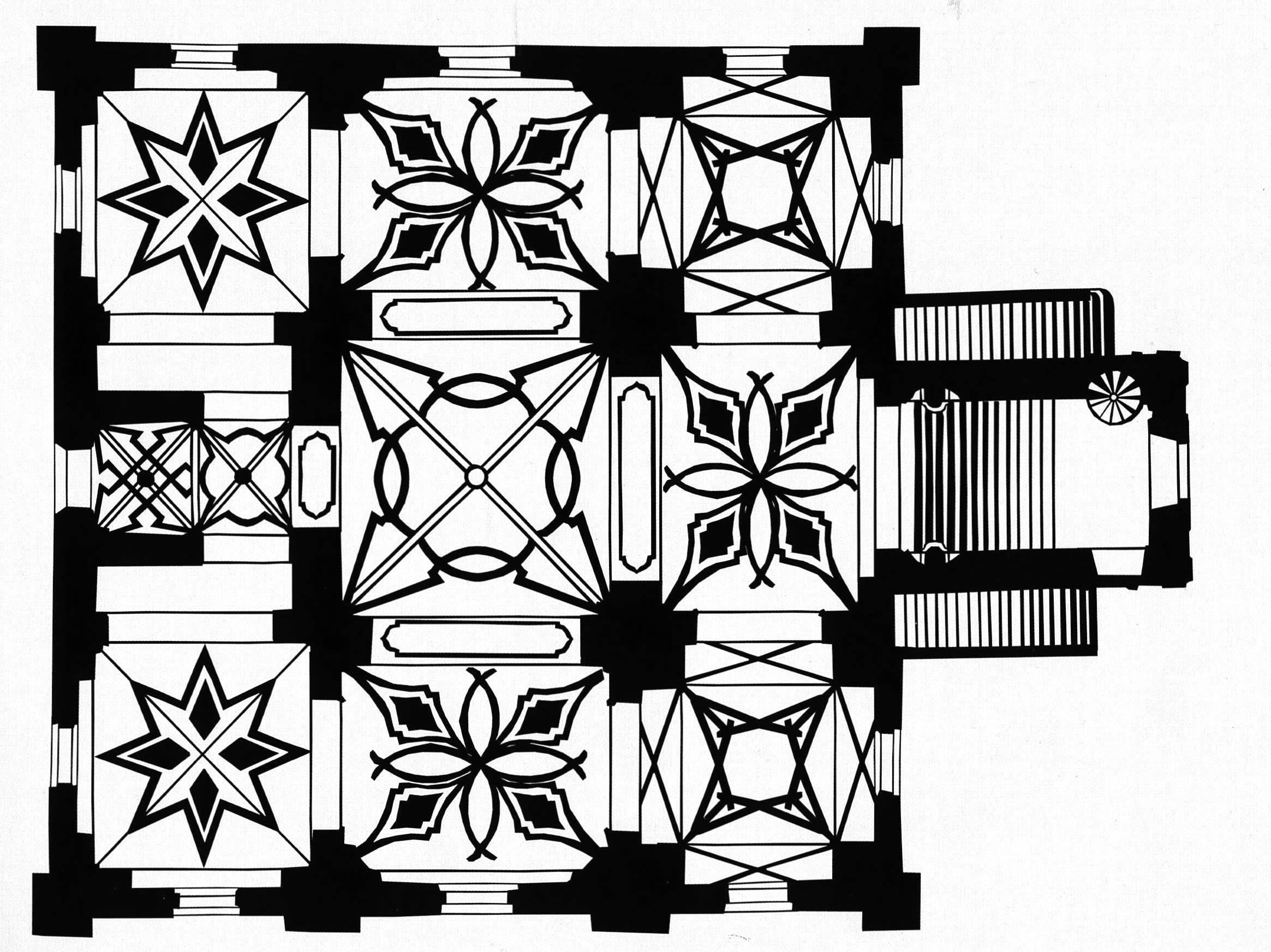
Půdorys klenby kostnice

Více než exteriéru stavby se Santiniho úpravy dotkly kostnice, v níž ve formě štukových žeber vytvořil devět klenebních polí včetně malého presbytáře. Ve stylu svého specifického architektonického projevu, barokní gotiky upravil i interiér, včetně návrhu výzdoby z kostí a dalších doplňků jako např. řezaných korun nad pyramidami, svícnů (fiál) aj. Z kostí je zde vyobrazený znak knížecího rodu Schwarzenbergů, který se nachází u hlavního vchodu nad vstupním portálem. Dále mu lze připsat nástupní schodiště vedoucí do prostoru kostnice a dekoraci kleneb, včetně dvou polí zachované gotické klenby. Zde se také nachází vstupní lomený oblouk, který je zakončen do konzol. Změnil tak orientaci vstupu do obou podlaží.

## Sedlecká kostnice

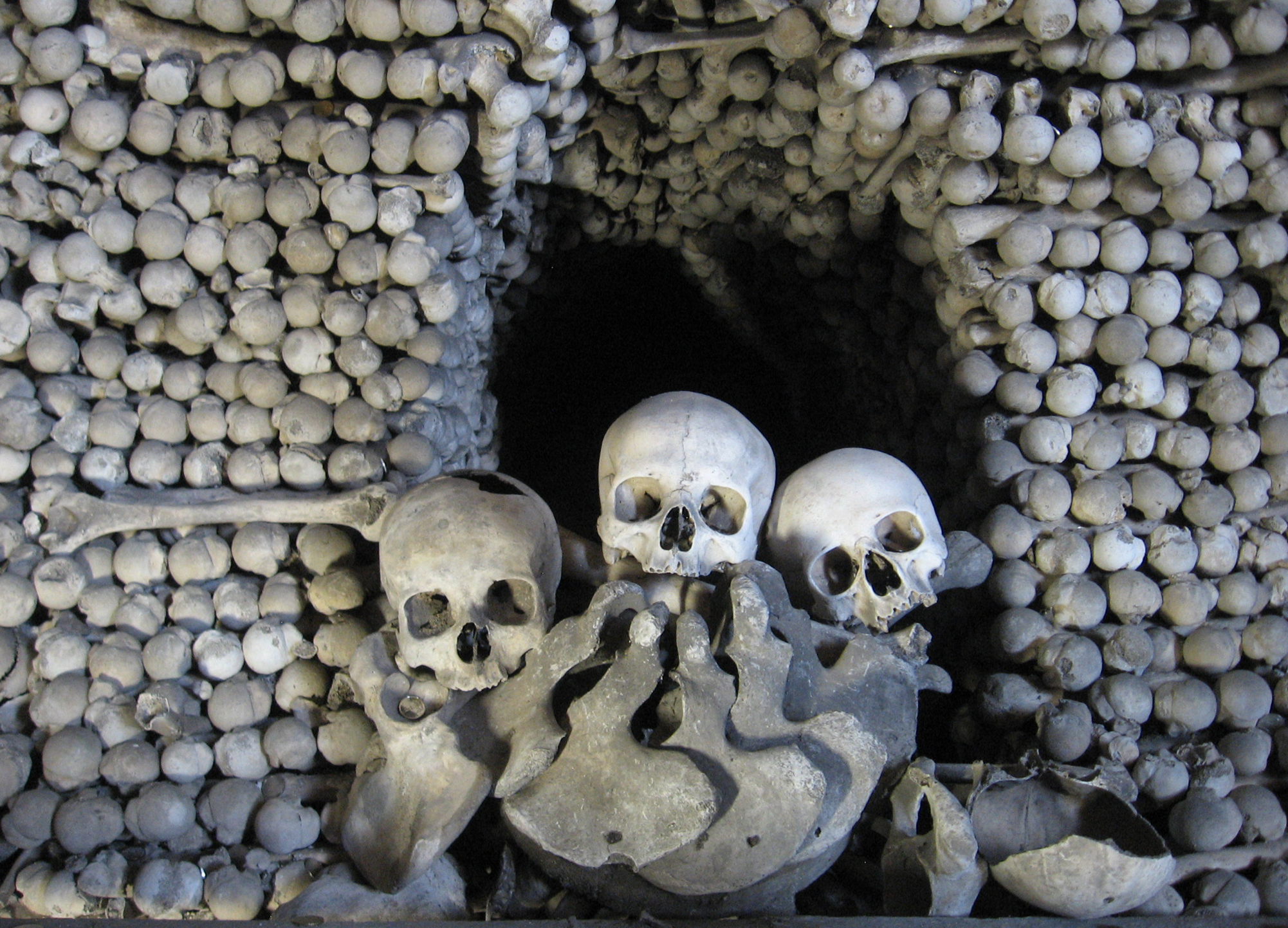
Kosti uvnitř sedlecké kostnice

Sedlecká kostnice má zajímavou historii. Původně to byl hřbitovní kostel zdejšího cisterciáckého kláštera. Podle pověsti přinesl opat sedleckého kláštera Heidenreich hrst země z Božího hrobu v Jeruzalémě a rozesel ji po hřbitově. Hřbitovní půda se tak stala součástí Svaté země a proto se sem pohřbívalo nejen z Čech, ale i z okolních zemí. Tisíce lidí zde našly poslední odpočinek také v dobách epidemií. Podle dochovaných pramenů sedlecký hřbitov zabíral plochu 3,5 hektaru a bylo zde pochováno na 40 tisíc křesťanů. Na konci 15. století byla většina hrobů zrušena a kosterní ostatky zemřelých byly uloženy do spodní kaple kostela.

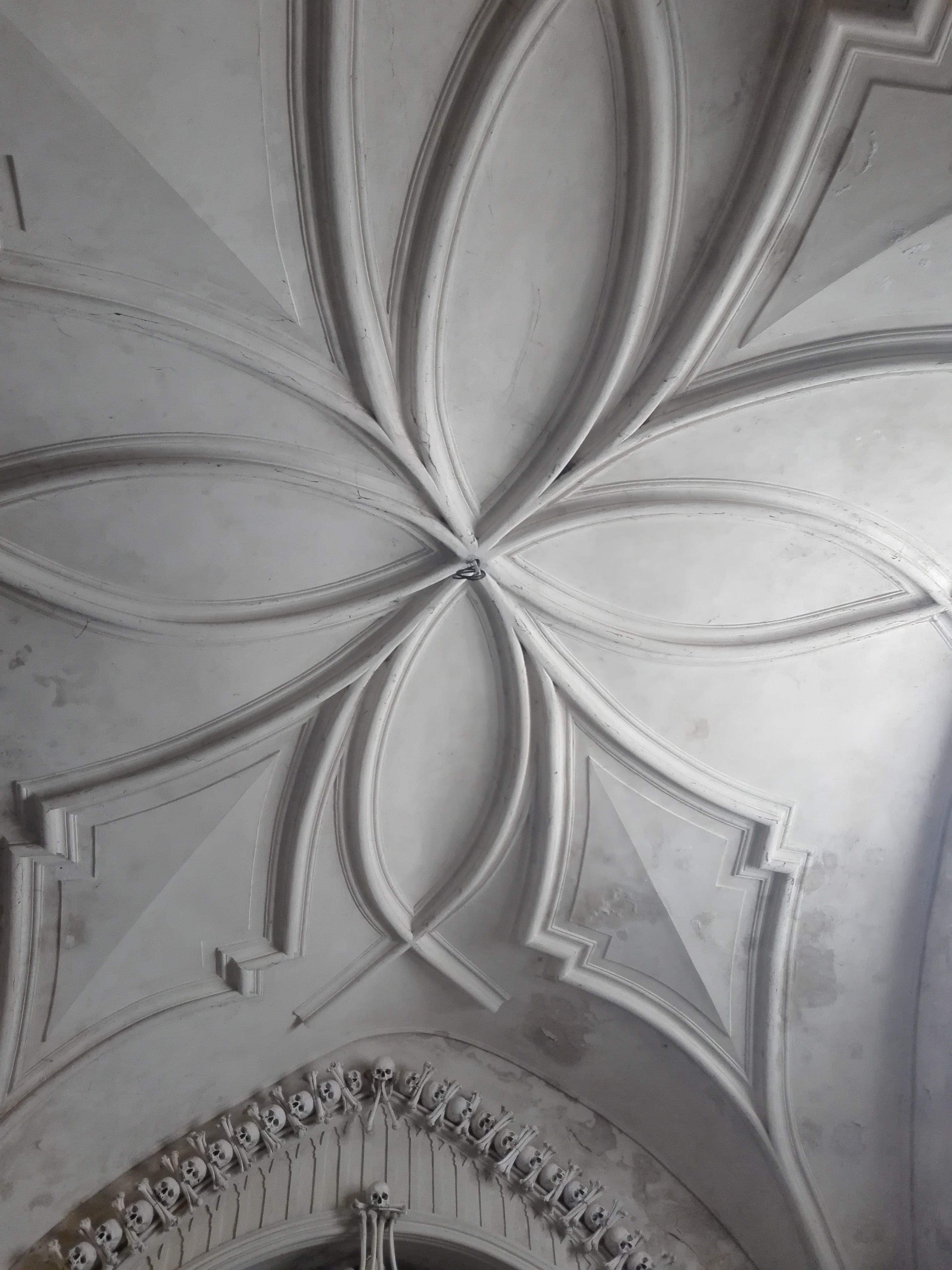
Detail štukové výzdoby klenby, Kostnice

## Návštěvnost
| Rok  | Počet návštěvníků |
| ---- | ----------------- |
| 2015 | 333 350           |
| 2016 | 376 713           |
| 2017 | 431 444           |
| 2018 | 446 949           |
| 2019 | 482 627           |
| 2020 | 123 781           |
| 2021 | 122 528           |
| 2022 | 230 888           |
| 2023 | 290 923           |

Od roku 2022 se data návštěvnosti počítají pro celý areál sedleckého kláštera, včetně kostela Nanebevzetí Panny Marie a sv. Jana Křtitele.

## Galerie - kostnice

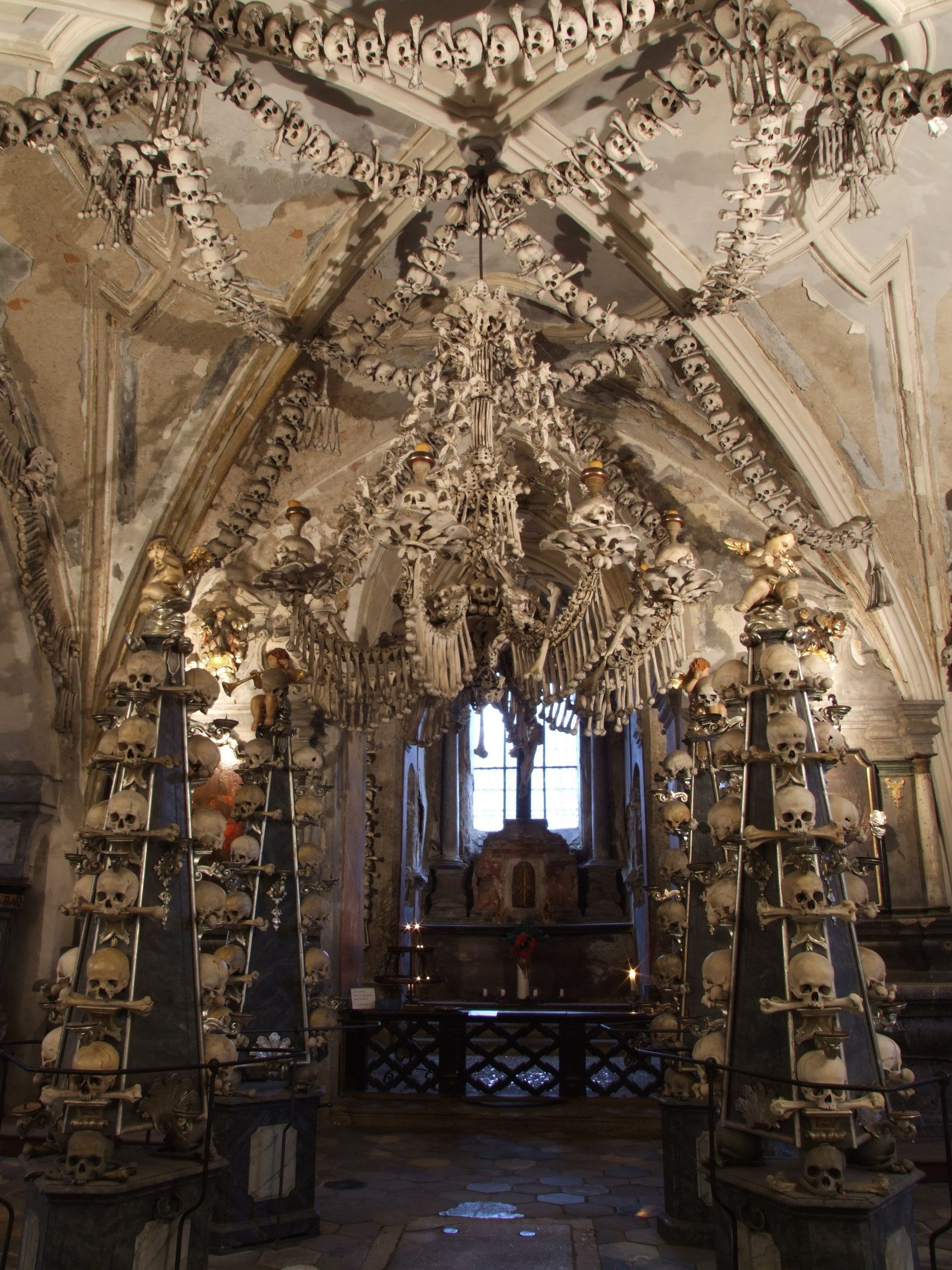
Interiér kostnice
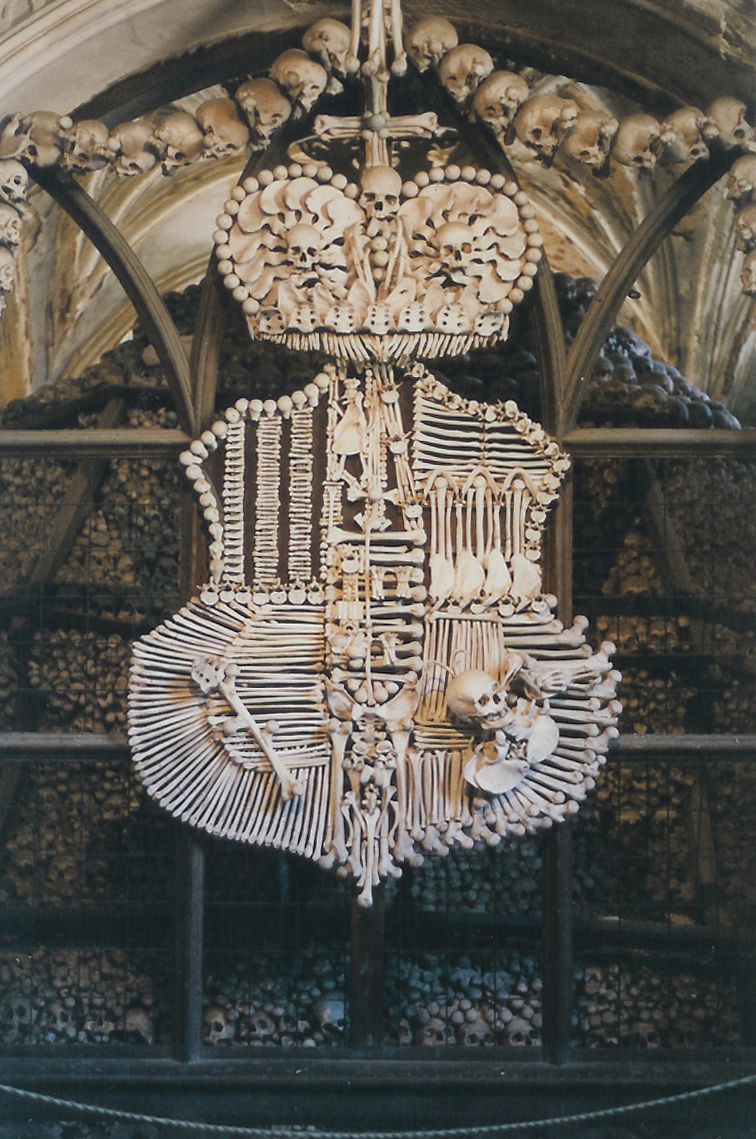
Erb rodu Schwarzenbergů v interiéru kostnice
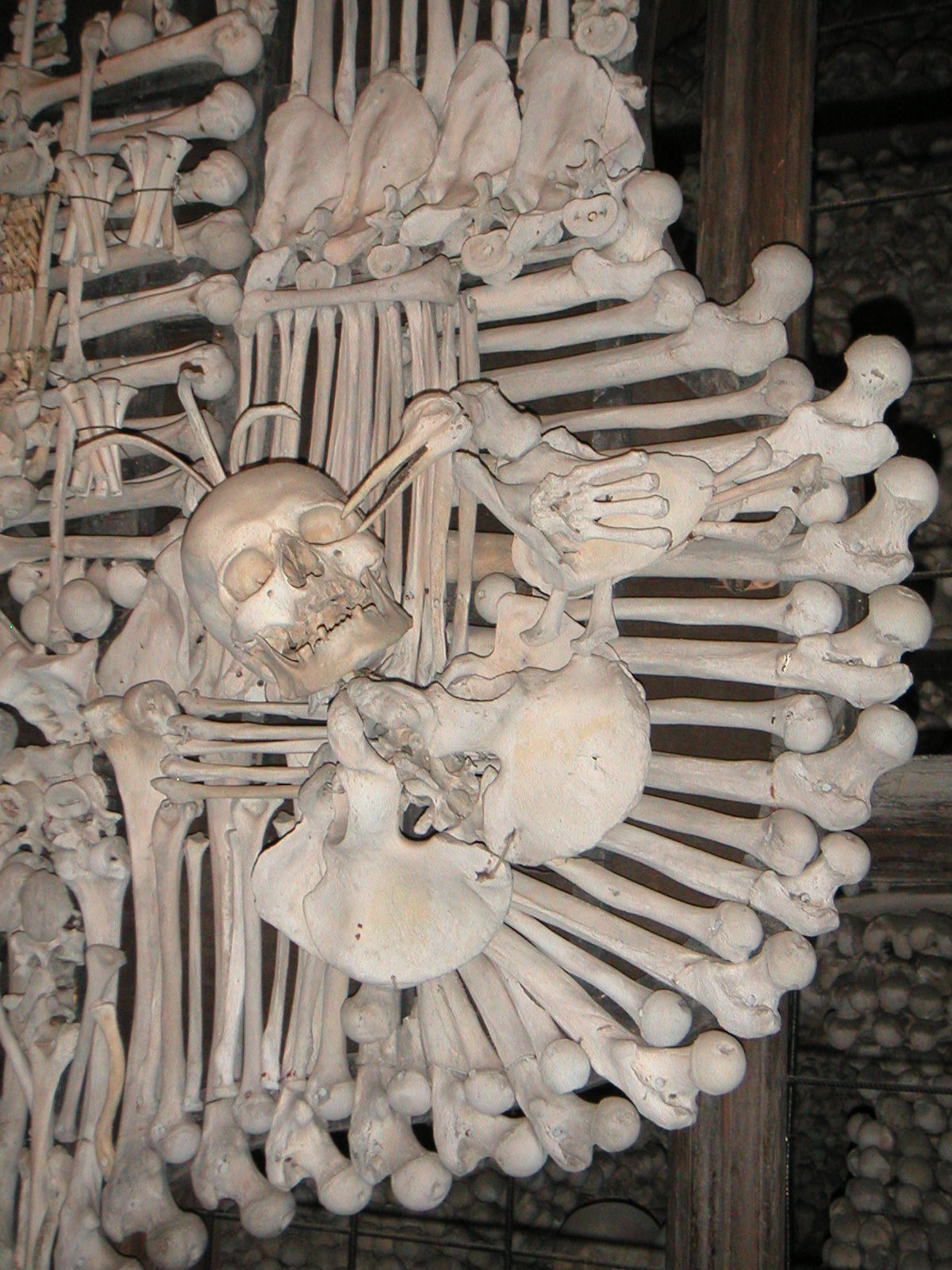
Detail erbu – pole s hlavou Turka, kterému vyklovává oči krkavec
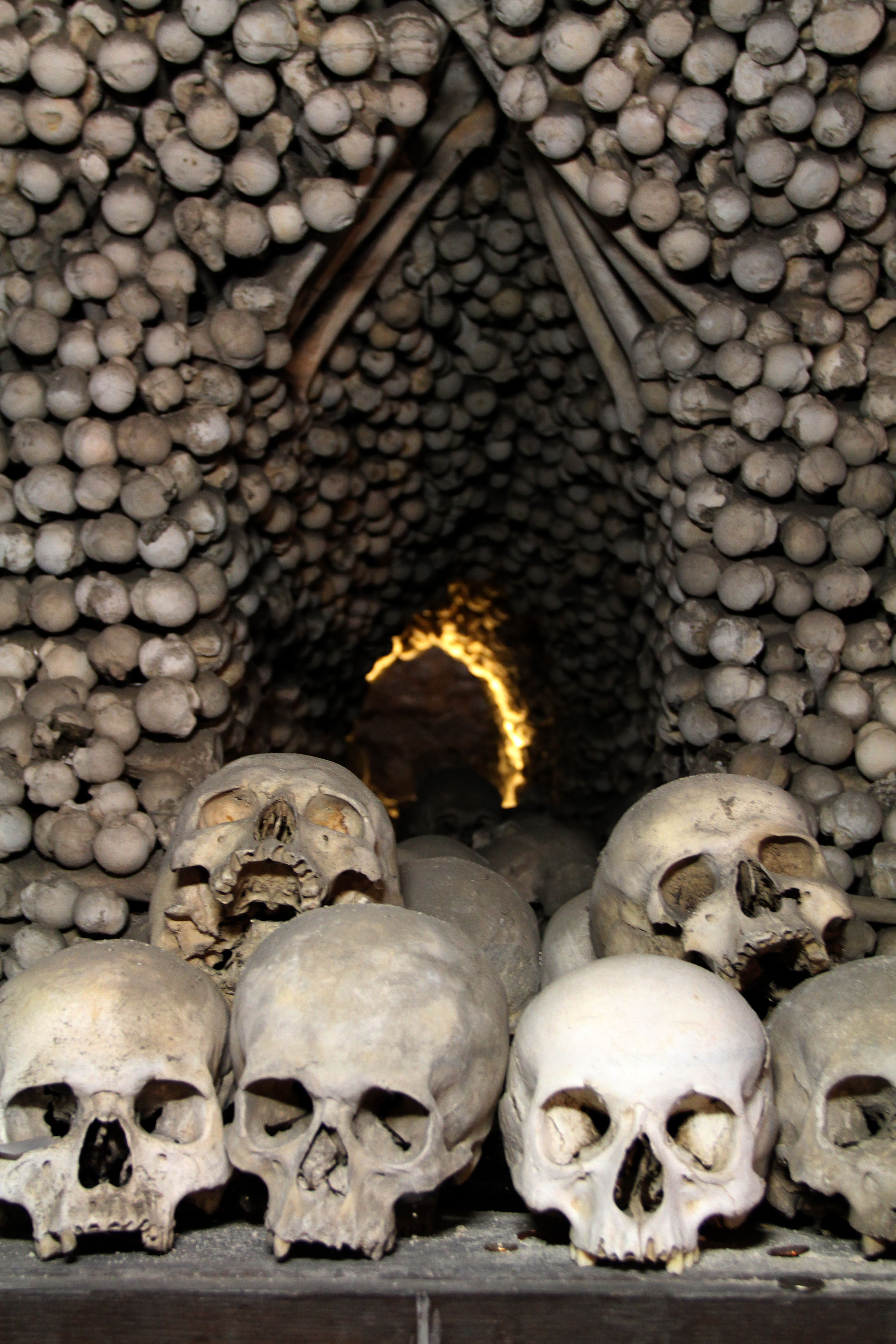
Interiér